# 陸家嘴駅
陸家嘴駅（りくかし-えき）は、中華人民共和国上海市浦東新区にある、上海軌道交通（地下鉄）2号線、14号線の駅。

## 歴史
- 1999年9月20日 - 開業[1][2]。
- 2021年12月30日 - 14号線開業[3]。

## 駅構造

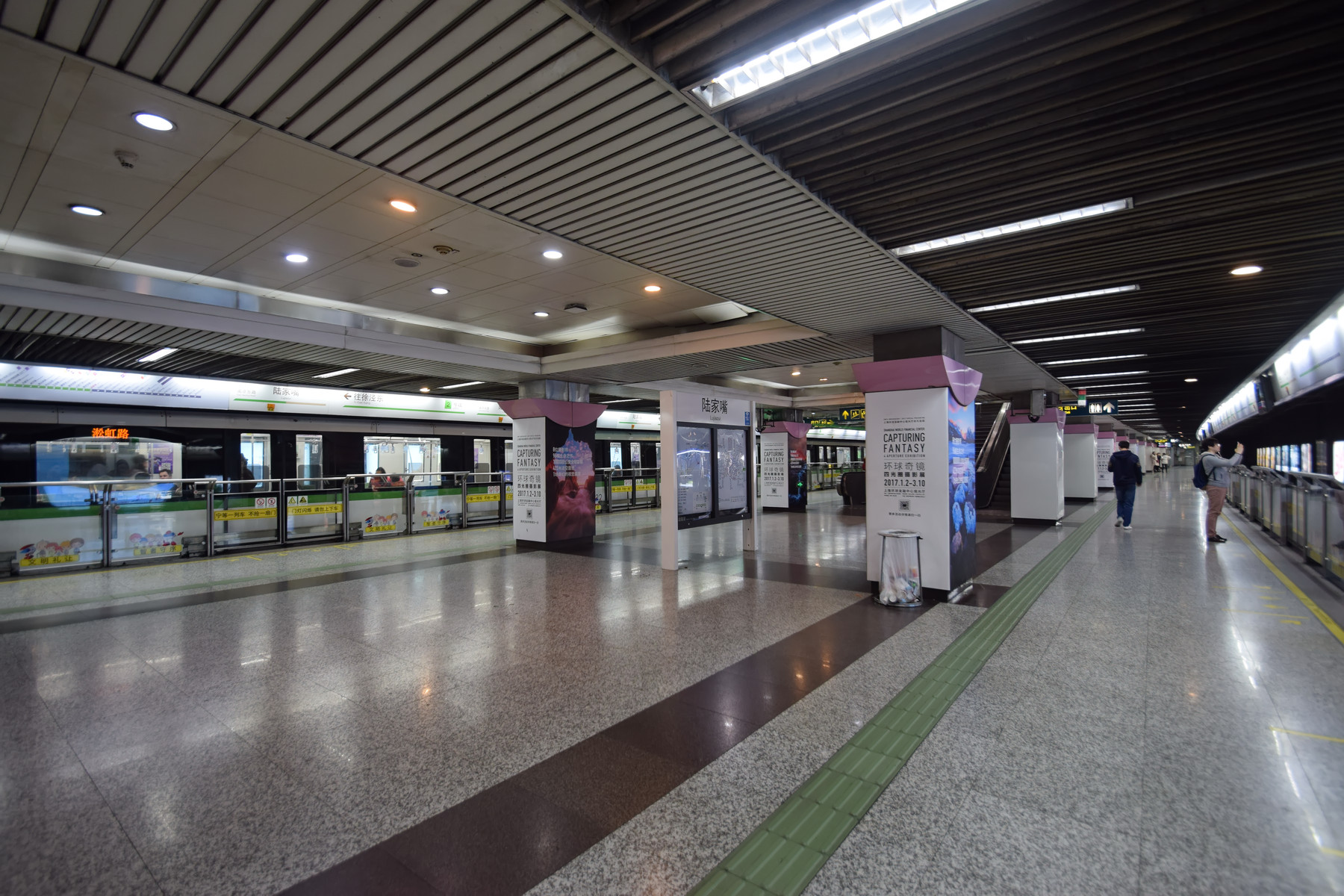
プラットホーム

世紀大道と銀城中路が交差する交差点（ロータリー）の地下にある地下駅。地下1階が改札階、地下2階がホーム階の構造となっている。ホームは島式1面2線を有しており、可動式ホーム柵を設置している。出口は1〜10の5箇所ある。

### のりば
案内上ののりば番号は設定されていない。
| 番線                    | 路線   | 行先                                   | 備考 |
| ----------------------- | ------ | -------------------------------------- | ---- |
| 2号線ホーム（地下2階）  |        |                                        |      |
| 西方面                  | 2号線  | 人民広場・中山公園・国家会展中心方面   |      |
| 東方面                  | 2号線  | 世紀大道・竜陽路・浦東1号2号航站楼方面 |      |
| 14号線ホーム（地下2階） |        |                                        |      |
| 3                       | 14号線 | 封浜方面                               |      |
| 4                       | 14号線 | 桂橋路方面                             |      |

## 駅周辺

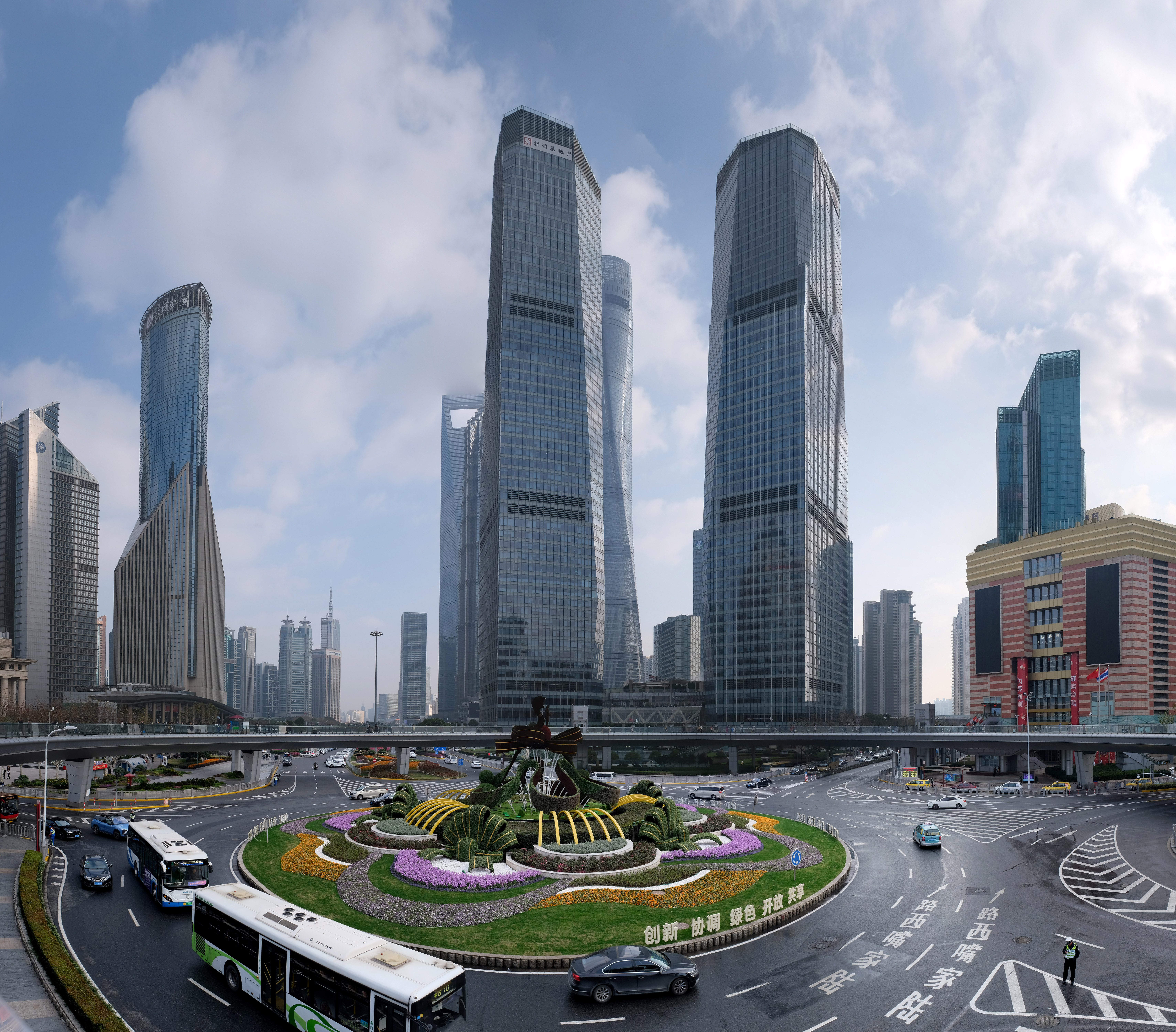
駅前のロータリー

陸家嘴金融貿易区の中心に駅が位置する。世紀大道の南側は超高層ビルが林立する上海屈指のオフィス街であり、平日の通勤ラッシュ時は乗降客で駅が混雑する。
- 上海中心
- 上海ワールド・フィナンシャル・センター
- 東方明珠電視塔
- 東方明珠公園
- ジンマオタワー
- ディズニーストア中国旗艦店
- Apple浦東新区
- 陸家嘴中心緑地（中国語版）
- 正大広場（中国語版）（ショッピングモール）
- 上海国際会議中心（中国語版）
- 上海国際金融中心（上海IFC）
- 上海海洋水族館（中国語版）
- 上海外灘観光隧道（中国語版）
- 上海大自然野生昆虫館
- 黄浦江
- 浜江公園

## バス路線
81、82、85、314、583、774、779、798、870、961、985、992、浦東62路、陸家嘴旅遊環線、陸家嘴金融城1路

## 隣の駅
上海軌道交通
 2号線
南京東路駅 - 陸家嘴駅 - 浦東南路駅
 14号線
豫園駅 - 陸家嘴駅 - 浦東南路駅